# جيسيكا هيويت
جيسيكا هيويت هي متزلجة على مسار قصير كندية، ولدت في 9 أكتوبر 1986 في لانغلي في كندا.

## وصلات خارجية
- جيسيكا هيويت على موقع أوليمبيديا (الإنجليزية)
- جيسيكا هيويت على موقع اللجنة الأولمبية الكندية (الإنجليزية)